# The Secret Game (film 1917)
The Secret Game è un film muto del 1917 diretto da William C. de Mille che ha come interprete principale Sessue Hayakawa affiancato da Florence Vidor e Jack Holt. In ruoli minori, Mayme Kelso, Raymond Hatton, Charles Ogle. Prodotto da Jesse L. Lasky con Cecil B. DeMille come direttore generale, il film - la cui copia è attualmente conservata negli archivi della Library of Congress - fu distribuito dalla Paramount.

## Trama
Negli Stati Uniti, Nara-Nara, un investigatore giapponese, viene incaricato di indagare su una fuga di notizie avvenuta dall'ufficio del maggiore Northfield. Il suo paese, infatti, deve garantire la sicurezza delle navi da trasporto che attraversano segretamente il Pacifico. Il detective sospetta che la spia possa essere lo stesso Northfield ma sbaglia, perché la vera delatrice è Kitty Little, la segretaria, una ragazza di origine tedesca che passa le informazioni al dottor Ebell Smith. Nara-Nara si innamora di lei, che comincia ad avere qualche dubbio sulla propria missione. In ogni caso, invia a Smith un nuovo messaggio che Nara-Nara rintraccia. Lottando con Smith, lo uccide. Poi, per non consegnare la ragazza amata alla polizia, si suicida. Kitty, finalmente, si rende conto di aver tradito il proprio paese così come Northfield, l'uomo che ama. Abbandona la sua carriera di spia e sposa il maggiore, che è stato riabilitato.

## Produzione
Il film fu prodotto dalla Jesse L. Lasky Feature Play Company.

## Distribuzione
Il copyright del film, richiesto dalla Jesse L. Lasky Feature Play Co., fu registrato il 24 novembre 1917 con il numero LP11743.
Distribuito dalla Paramount Pictures e dalla Famous Players-Lasky Corporation, il film uscì nelle sale cinematografiche statunitensi il 3 dicembre 1917. La pellicola esiste ancora in un positivo a 35 mm. La copia completa (un negativo in acetato), è conservata negli archivi della Library of Congress di Washington.
Il 22 gennaio 2002, la Image Entertainment ha distribuito un DVD (NTSC) in Dolby Digital 2.0 stereo e mono sound, sottotitolato in inglese dal titolo World War I Films of the Silent Era che includeva il film in una versione colorata di 67 minuti.

### Critica
"Procede veloce in un crescendo di interesse fino al momento culminante, sviluppato attraverso una serie di elettrizzanti episodi... Vengono raccontati i tentativi di un gruppo di spie tedesche per individuare la data di partenza e la rotta percorsa dai mezzi americani che trasportano truppe in Russia..."

Variety, 7 dicembre 1917